# Furkan Alakmak
Furkan Alakmak (Oss, 28 settembre 1991) è un calciatore olandese, attaccante del RKSV Cito.

## Carriera
Ha esordito in Eredivisie il 18 settembre 2011 disputando con il RKC Waalwijk l'incontro perso 1-2 contro l'AZ Alkmaar.

## Statistiche

### Presenze e reti nei club
Statistiche aggiornate al 28 agosto 2021.
| Stagione            | Squadra             | Campionato          | Campionato | Campionato | Coppe nazionali | Coppe nazionali | Coppe nazionali | Coppe continentali | Coppe continentali | Coppe continentali | Altre coppe | Altre coppe | Altre coppe | Totale | Totale |
| Stagione            | Squadra             | Comp                | Pres       | Reti       | Comp            | Pres            | Reti            | Comp               | Pres               | Reti               | Comp        | Pres        | Reti        | Pres   | Reti   |
| ------------------- | ------------------- | ------------------- | ---------- | ---------- | --------------- | --------------- | --------------- | ------------------ | ------------------ | ------------------ | ----------- | ----------- | ----------- | ------ | ------ |
| 2010-2011           | N.E.C.              | ED                  | 0          | 0          | CO              | 0               | 0               |                    | -                  | -                  |             | -           | -           | 0      | 0      |
| 2011-2012           | RKC Waalwijk        | ED                  | 15         | 1          | CO              | 0               | 0               |                    | -                  | -                  |             | -           | -           | 15     | 1      |
| ago. 2012           | RKC Waalwijk        | ED                  | 1          | 0          |                 | -               | -               |                    | -                  | -                  |             | -           | -           | 1      | 0      |
| Totale RKC Waalwijk | Totale RKC Waalwijk | Totale RKC Waalwijk | 16         | 1          |                 | 0               | 0               |                    | -                  | -                  |             | -           | -           | 16     | 1      |
| ago. 2012-2013      | Eindhoven           | 1D                  | 21         | 0          | CO              | 2               | 0               |                    | -                  | -                  |             | -           | -           | 23     | 0      |
| 2013-2014           | Göztepe             | 2L                  | 24         | 3          | CT              | 2               | 1               |                    | -                  | -                  |             | -           | -           | 26     | 4      |
| 2014-2015           | Göztepe             | 2L                  | 2          | 0          | CT              | 0               | 0               |                    | -                  | -                  |             | -           | -           | 2      | 0      |
| Totale Göztepe      | Totale Göztepe      | Totale Göztepe      | 26         | 3          |                 | 2               | 1               |                    | -                  | -                  |             | -           | -           | 28     | 4      |
| Totale carriera     | Totale carriera     | Totale carriera     | 63         | 4          |                 | 4               | 1               |                    | -                  | -                  |             | -           | -           | 67     | 5      |